# Загородний, Григорий Дмитриевич
Григорий Дмитриевич Загородний (укр. Григорій Дмитрович Загородній; род. 12 сентября 1939 года, с. Мурзинцы, ныне Звенигородский район Черкасской области, Украинская ССР) — украинский государственный деятель, депутат Верховного Совета УССР 11-го созыва и Верховной рады Украины I и II созывов (1990—1998).

## Биография
Родился 12 сентября 1939 года в селе Мурзинцы ныне Звенигородского района Черкасской области в крестьянской семье.
Окончил Киевский технологический институт пищевой промышленности в 1963 году по специальности «инженер-технолог».
С 1963 года был начальником смены, затем заместителем главного инженера Лохвицкого сахарного комбината, с 1967 года работал инструктором отдела лёгкой и пищевой промышленности Полтавского обкома КП УССР.
С 1970 года являлся заместителем управляющего, главным инженером Полтавского свеклосахарного треста, с 1971 года — инструктор, затем заведующим сектором отдела легкой и пищевой промышленности ЦК КП УССР.
С 1981 года работал первый заместителем министра, затем (с января по ноябрь 1985 года) министром пищевой промышленности УССР. В дальнейшем был первым заместителем председателя Республиканского комитета пищевой и перерабатывающей промышленности Госагропрома УССР.
В 1990 году в ходе первых альтернативных парламентских выборов в Украинской ССР был выдвинут кандидатом в народные депутаты, 4 марта 1990 года в первом туре был избран народным депутатом Верховного совета Украинской ССР XII созыва (в дальнейшем — Верховной рады Украины I созыва) от Звенигородской избирательного округа № 422 Черкасской области, набрал 85,10% голосов, будучи единственным кандидатом. В парламенте входил в депутатские группы «Аграрии», «Земля и воля», был членом Комиссии по вопросам агропромышленного комплекса. Одновременно с июня 1992 года по май 1998 года являлся первым заместителем главы государственного комитета пищевой промышленности.
На парламентских выборах 1994 года был избран народным депутатом Верховной рады Украины II созыва) от Переяслав-Хмельницкого избирательного округа № 212 Киевской области, набрал 65,28% голосов среди 5 кандидатов. Входил во фракцию Аграрной партии Украины (ранее был членом групп «Возрождение и развитие агропромышленного комплекса Украины» и «Аграрии Украины»), был членом комитета по вопросам АПК, земельных ресурсов и социального развития села.
С июня 1992 года по май 1998 года — первый заместитель Председателя Государственного комитета Украины по пищевой промышленности, с мая 1998 года по март 2000 года был первым заместителем председателя Комитета пищевой промышленности Украины. В дальнейшем являлся председателем совета Национальной ассоциации сахаропроизводителей Украины «Укрцукор».
Член Аграрной партии Украины.
Женат. Имеет дочь.